# Nemzeti Sörpingpong Liga
A Nemzeti Sörpingpong Liga (NSL) Magyarország első országos sörpingpong (sörpong, beerpong) versenysorozata, melynek lebonyolítását és szervezését a játék népszerűsítése okán létrejött Magyar Sörpingpong Egyesület végzi. Az NSL 2013 februárjában indult, pontrendszeren alapul, és a lezárása a júliusban megrendezésre kerülő országos döntő lesz.
Amennyiben egy csapat részt vesz egy hivatalos versenyen, azáltal azonnal felkerül az országos ranglistára.
Egy csapat (maximum) 4 játékosból állhat. Egy adott versenyen egy csapat 2 fővel képviseltetheti magát (ez az országos döntőre is igaz). Az adott versenyen szerzett ranglistapontok kizárólag a pontszerző csapat pontjait növelik a ranglistán, függetlenül attól, hogy az adott csapat tagjai esetleg más csapatban is érdekeltek.
A ranglistapontokat minden esetben a csapat szerzi, nem pedig a játékosok.
Egy játékos maximum két csapatban játszhat, de két csapat között maximum 1 játékos átfedés lehet.
Az országos döntőn egy játékos kizárólag csak egy csapattal vehet részt.